# Gąskowo
Gąskowo (niem. Ganzkow) – wieś sołecka w Polsce położona w województwie zachodniopomorskim, w powiecie kołobrzeskim, w gminie Dygowo. 
Według danych z 1 stycznia 2011 r. wieś miała 359 mieszkańców.

## Położenie
Wieś leży przy lokalnej drodze 0279Z 2 km od Dygowa, z którym sąsiaduje od południowego zachodu, oraz około 3,5 km od Rusowa, z którym sąsiaduje od północnego wschodu. Do siedziby powiatu - Kołobrzegu jest około 15 kilometrów.

## Przyroda i turystyka

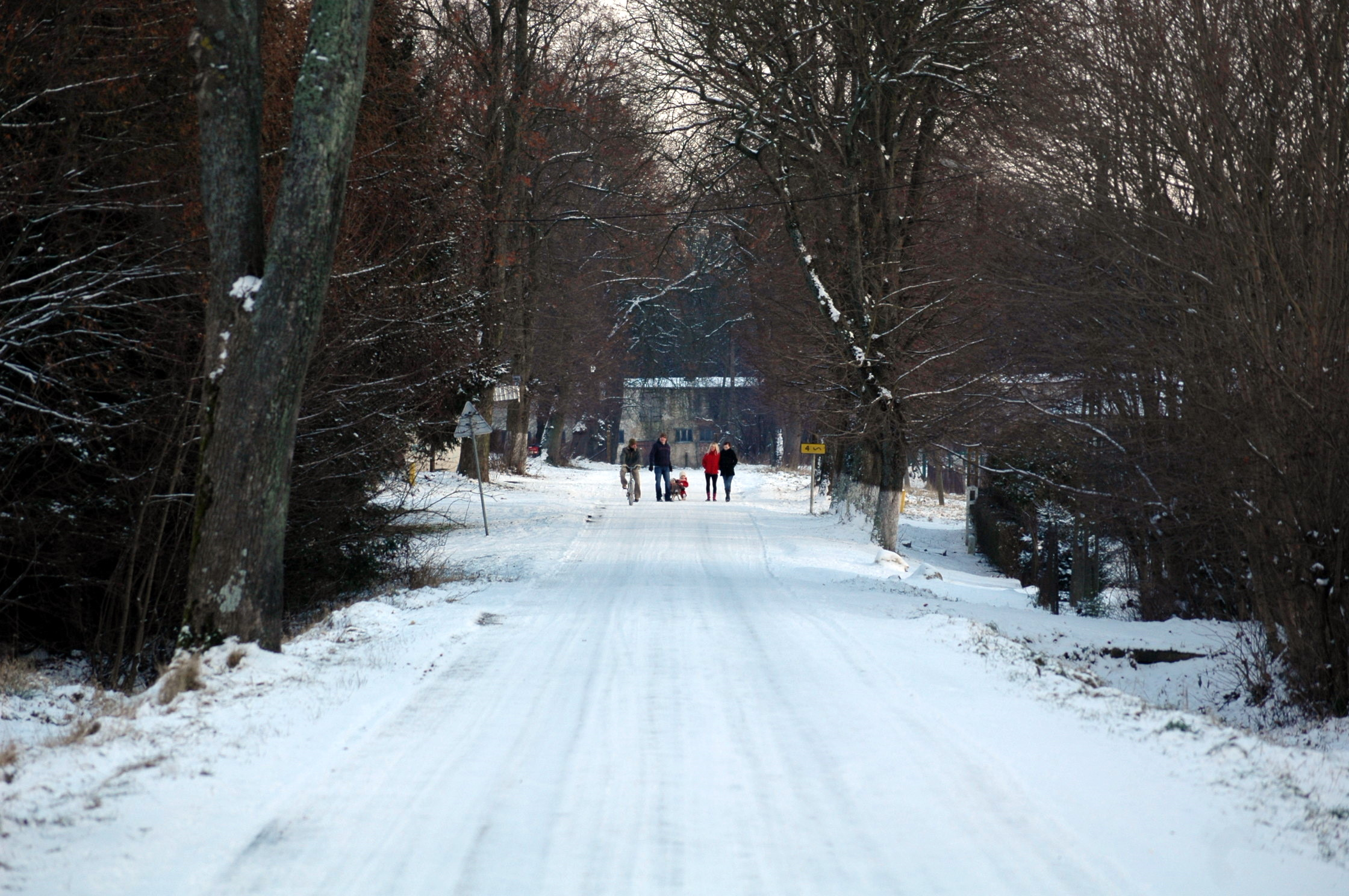
Droga przez wieś zimą 2010 roku

Obecność terenów leśnych, łąk. W znacznych ilościach występuje tu silnie toksyczny barszcz Sosnowskiego. W centrum wsi znajduje się pomnik poświęcony mieszkańcom wsi, którzy zginęli podczas pierwszej wojny światowej. Obecnie nazwiska są zatynkowane i niewidoczne.

## Historia
Niegdyś na terenie Gąskowa funkcjonowały Państwowe Gospodarstwa Rolne, które stały się źródłem utrzymania tutejszych mieszkańców. Do dziś we wsi mieszczą się ich pozostałości, zamieniające się z biegiem czasu w ruiny. Jednak niektóre z nich znalazły swoje zastosowanie i są użytkowane nadal. Mieści się tu również bardzo stary cmentarz niemiecki, wraz z upływem czasu jego stan ulega pogorszeniu.